# Archidium cubense
Archidium cubense är en bladmossart som beskrevs av Robert Statham Williams 1919. Archidium cubense ingår i släktet Archidium och familjen Archidiaceae. Inga underarter finns listade i Catalogue of Life.